# شاپروده
شاپروده (به آلمانی: Schaprode) یک شهر در آلمان است که در فرپومرن-روگن واقع شده‌است. شاپروده ۵۳۰ نفر جمعیت دارد.